# Kilbergsdalen
Kilbergsdalen este o arie protejată (arie specială de conservare — SAC, sit de importanță comunitară — SCI) din Suedia întinsă pe o suprafață de 2,2 ha, integral pe uscat.

## Localizare
Centrul sitului Kilbergsdalen este situat la coordonatele 62°23′43″N 13°57′58″E / 62.3952°N 13.9661°E.

## Înființare
Situl Kilbergsdalen a fost declarat sit de importanță comunitară în mai 2000 pentru a proteja 1 specie de plante. Situl a fost protejat și ca arie specială de conservare în decembrie 2009.

## Biodiversitate
Situată în ecoregiunea alpină, aria protejată nu include niciun habitat protejat.
La baza desemnării sitului se află o specie protejată de  plante: papucul doamnei (Cypripedium calceolus).